# Reformierte Kirche Schuders

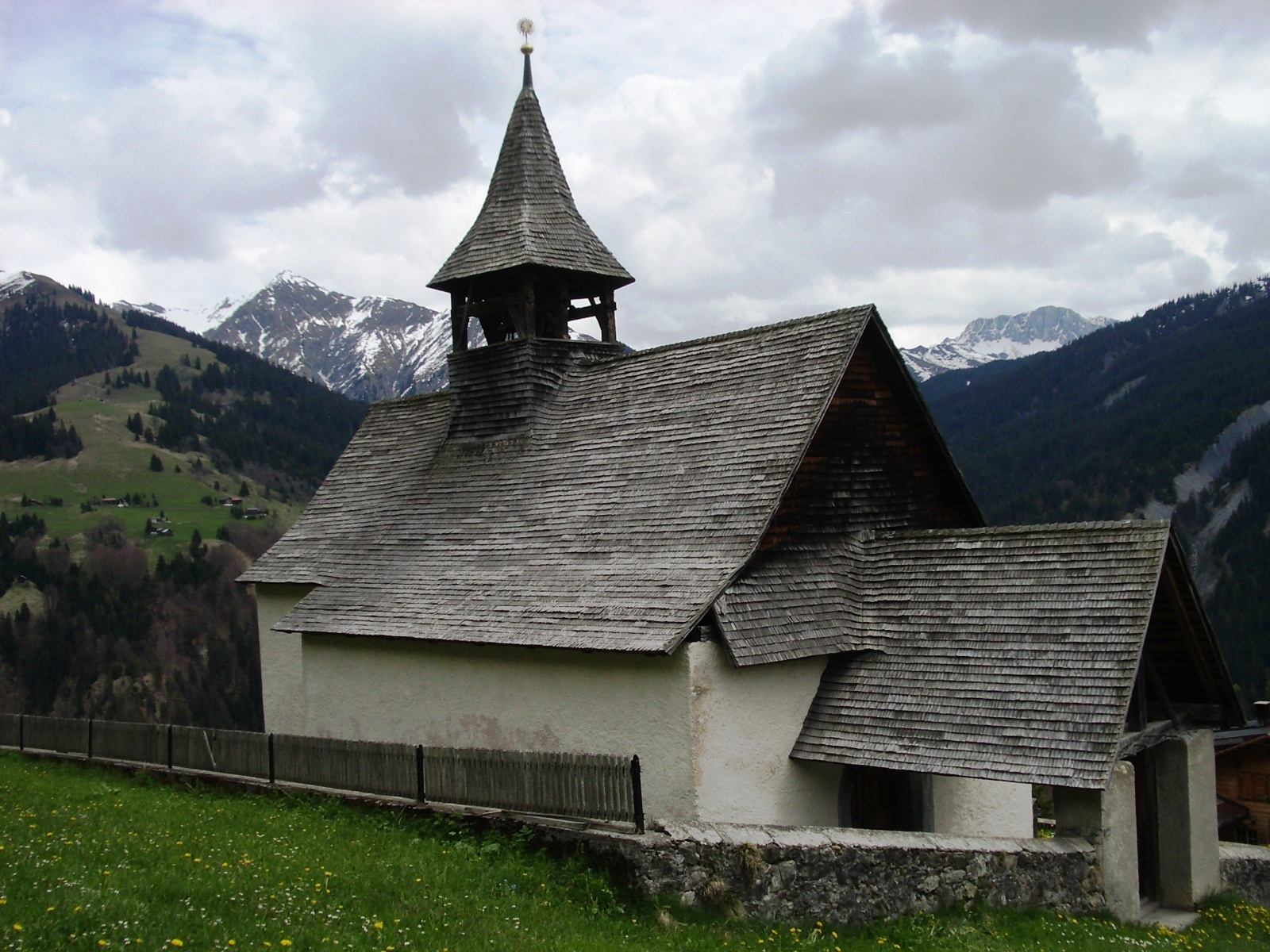
Reformierte Kirche St. Anna

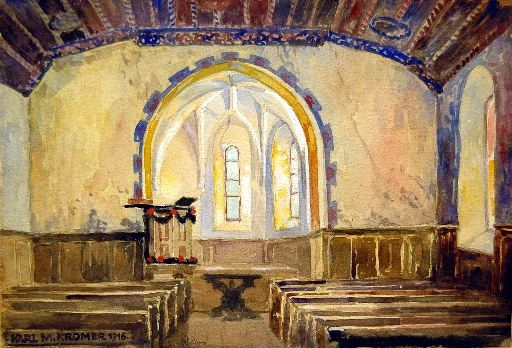
Das Innere der Kirche auf einem Aquarell von 1916

Die reformierte Kirche in Schuders im Prättigau ist ein evangelisch-reformiertes Gotteshaus unter dem Denkmalschutz des Kantons Graubünden. Letztmals restauriert wurde der Bau 1983/84.

## Geschichte und Ausstattung
Die in vorreformatorischer Zeit 1508 mit Schindeldach errichtete spätgotische Kirche stand unter dem Patrozinium der heiligen Anna. Da in Schuders im 16. Jahrhundert Bergbau betrieben wurde, kann die Kirche auch als Kanppenkapelle gelten. Das Kirchenschiff mit verwinkeltem Tonnengewölbe weist eine dunkel eingefärbte Decke aus Holzleisten auf. Der Chor ist von einem feingliedrigen Netzgewölbe überzogen. Die marianischen Malereien auf den Chorbögen gehörten zum Ornament von Seitenaltären, die mit Annahme der Reformation entfernt wurden. 
Die Orgel wurde im Jahr 1983 eingebaut. Sie hat einen Umfang von fünf Registern auf einem Manual.

## Kirchliche Organisation
Als walserische Kirchgemeinde jahrhundertelang auf Eigenständigkeit bedacht und mit eigenem Pfarramt, ist Schuders heute darauf angewiesen, Pastorationsgemeinschaften einzugehen. Diejenige mit Saas im Prättigau wurde wieder gelöst, 2010 bis 2012 eine neue mit St. Antönien eingegangen. Seit 2016 wird die Kirchgemeinde Schuders innerhalb der Evangelisch-reformierten Landeskirche Graubünden von mehreren Mitgliedern einer Pfarrfamilie betreut.